# John Kapelos
John Kapelos (London, 8 marzo 1956) è un attore canadese.

## Carriera
John Kapelos è noto soprattutto per l'interpretazione in Breakfast Club (1985) di John Hughes, nel ruolo del bidello Carl. Ex alunno della "Second City" di Chicago, è inoltre stato un membro della "Second City's Touring Company" (1978-1982) e della "Resident Company". Ha recitato soprattutto in commedie o film drammatici, fra cui altri due film di John Hughes, Sixteen Candles - Un compleanno da ricordare (1984) e La donna esplosiva (1985). In tempi più recenti ha svolto un ruolo di guest star in varie serie televisive, come E.R. - Medici in prima linea, Desperate Housewives, Dr. House - Medical Division e Chuck. Nel 2023 entra nel cast della soap opera Il tempo della nostra vita nel ruolo del malvagio Konstantin Meleounis restando fino al 2024 anno in cui il suo personaggio rimane ucciso.

## Filmografia parziale

### Cinema
- Strade violente (Thief), regia di Michael Mann (1981)
- Tootsie, regia di Sydney Pollack (1982) - non accreditato
- A faccia nuda (The Naked Face), regia di Bryan Forbes (1984)
- Sixteen Candles - Un compleanno da ricordare (Sixteen Candles), regia di John Hughes (1984)
- La donna esplosiva (Weird Science), regia di John Hughes (1985)
- Breakfast Club (The Breakfast Club), regia di John Hughes (1985)
- Palle d'acciaio (Head Office), regia di Ken Finkleman (1985)
- Un poliziotto fuori di testa (Off Beat), regia di Michael Dinner (1986)
- Niente in comune (Nothing in Common), regia di Garry Marshall (1986)
- Roxanne, regia di Fred Schepisi (1987)
- Il segreto della piramide d'oro (Vibes), regia di Ken Kwapis (1988)
- Cocaina (The Boost), regia di Harold Becker (1988)
- Affari sporchi (Internal Affairs), regia di Mike Figgis (1990)
- Senza difesa (Defenseless), regia di Martin Campbell (1991)
- Colpo grosso a Little Italy (We're Talkin' Serious Money), regia di James Lemmo (1992)
- La gatta e la volpe (Man Trouble), regia di Bob Rafelson (1992)
- Per legittima accusa (Guilty as Sin), regia di Sidney Lumet (1993)
- L'uomo ombra (The Shadow), regia di Russell Mulcahy (1994)
- Giovani streghe (The Craft), regia di Andrew Fleming (1996)
- Relic - L'evoluzione del terrore (The Relic), regia di Peter Hyams (1997)
- Primo piano sull'assassino (Johnny Skidmarks), regia di John Raffo (1998)
- In fondo al cuore (The Deep End of the Ocean), regia di Ulu Grosbard (1999)
- La rivincita delle bionde (Legally Blonde), regia di Robert Luketic (2001)
- Ignition - Dieci secondi alla fine (Ignition), regia di Yves Simoneau (2001)
- Auto Focus, regia di Paul Schrader (2002)
- La parola all'accusa (I Accuse), regia di John Ketcham (2003)
- Shallow Ground - Misteri sepolti (Shallow Ground), regia di Sheldon Wilson (2004)
- The River King, regia di Nick Willing (2005)
- Stick It - Sfida e conquista (Stick It), regia di Jessica Bendinger (2006)
- Fifty Pills, regia di Theo Avgerinos (2006)
- Il respiro del diavolo (Whisper), regia di Stewart Hendler (2007)
- Supercuccioli sulla neve (Snow Buddies), regia di Robert Vince (2008)
- Tripping Forward - Spacciatori per modelle (Tripping Forward), regia di Marcus Nash (2009)
- Supercuccioli a Natale - Alla ricerca di Zampa Natale (Santa Buddies), regia di Robert Vince (2009)
- Afternoon Delight, regia di Jill Soloway (2013)
- La forma dell'acqua - The Shape of Water (The Shape of Water), regia di Guillermo del Toro (2017)

### Televisione
- Miami Vice – serie TV, episodio 1x13 (1985)
- Onassis: l'uomo più ricco del mondo (Onassis: The Richest Man in the World), regia di Waris Hussein – film TV (1988)
- Avvocati a Los Angeles (L.A. Law) – serie TV, 1 episodio (1990)
- Il segreto del mare (And the Sea Will Tell), regia di Tommy Lee Wallace – film TV (1991)
- La signora in giallo (Murder, She Wrote) – serie TV, episodio 8x09 (1991)
- Matlock – serie TV, 1 episodio (1992)
- Seinfeld – serie TV, episodio 5x04 (1993)
- Cool and the Crazy, regia di Ralph Bakshi – film TV (1994)
- Un detective in corsia (Diagnosis Murder) – serie TV, 1 episodio (1995)
- The Practice - Professione avvocati (The Practice) – serie TV, 1 episodio (1997)
- X-Files (The X-Files) – serie TV, episodio 9x13 (2002)
- CSI: Scena del crimine (CSI: Crime Scene Investigation) – serie TV, 1 episodio (2002)
- E.R. - Medici in prima linea (ER) – serie TV, 1 episodio (2002)
- Giudice Amy (Judging Amy) – serie TV, 1 episodio (2003)
- Frasier – serie TV, 1 episodio (2004)
- Cold Case – serie TV, 1 episodio (2004)
- Senza traccia (Without a Trace) – serie TV, 1 episodio (2004)
- S.O.S. - La natura si scatena (Category 7: The End of the World), regia di Dick Lowry – film TV (2005)
- McBride – serie TV, 1 episodio (2005)
- Desperate Housewives - I segreti di Wisteria Lane (Desperate Housewives) – serie TV, 4 episodi (2006)
- CSI: NY – serie TV, 1 episodio (2006)
- Pandemic - Il virus della marea (Pandemic), regia di Armand Mastroianni – film TV (2007)
- One Tree Hill – serie TV, 1 episodio (2007)
- Shark - Giustizia a tutti i costi (Shark) – serie TV, 2 episodi (2008)
- Dr. House - Medical Division (House, M.D.) – serie TV, 1 episodio (2009)
- Castle – serie TV, episodio 3x13 (2011)
- Nel labirinto del serial killer (Hunt for the Labyrinth Killer), regia di Hanelle M. Culpepper – film TV (2013)
- The Umbrella Academy – serie TV (2020)
- Il tempo della nostra vita (Days of Our Lives) -  soap opera (2023-2024)

## Doppiatori italiani
Nelle versioni in italiano delle opere in cui ha recitato, John Kapelos è stato doppiato da:
- Antonio Sanna in Il segreto del mare, Relic - L'evoluzione del terrore, Suits
- Eugenio Marinelli in Forever Knight, Psych
- Oliviero Dinelli in Desperate Housewives - I segreti di Wisteria Lane, Dr. House - Medical Division
- Massimo Rinaldi in Breakfast Club
- Francesco Pannofino in Roxanne
- Massimo Corvo in Un poliziotto fuori di testa
- Paolo Poiret in Cocaina
- Piero Tiberi in Affari sporchi
- Massimo Milazzo in Ignition - Dieci secondi alla fine
- Angelo Maggi in X-Files
- Carlo Valli in L'uomo ombra
- Stefano De Sando in Cold Case - Delitti irrisolti
- Sergio Di Giulio in S.O.S. - La natura si scatena
- Ambrogio Colombo in CSI: NY
- Claudio Fattoretto in Stick It - Sfida e conquista
- Enrico Di Troia in Detective Monk
- Marco Balzarotti in iCarly
- Michele Gammino in The Mentalist
- Enzo Avolio in Castle
- Angelo Nicotra in Criminal Minds
- Luigi La Monica in Justified
- Stefano Mondini in Gortimer Gibbon - La vita a Normal Street
- Mario Scarabelli in Transparent
- Dario Oppido in The Expanse
- Alberto Angrisano in NCIS - Unità anticrimine
- Gianluca Machelli in Magnum P.I.